# Transmetropolitan
Transmetropolitan es un cómic postcyberpunk escrito por Warren Ellis, con ilustraciones de Darick Robertson y publicada por DC Comics.
La serie relata las aventuras de Spider Jerusalem, un conocido periodista gonzo del futuro (homenajeando a Hunter S. Thompson, fundador del movimiento), y se caracteriza sobre todo por la visión del mundo de su protagonista, que bajo un lenguaje malsonante y recurriendo tanto a la violencia verbal como física, refleja la opinión de Ellis sobre la religión, la política, la televisión, la publicidad, la discriminación y la intolerancia, la deshumanización, el poder y, por ende, toda su visión del mundo y la sociedad actual.

## Argumento
La historia de Transmetropolitan es relatada en 60 números, que se dividen en 34 arcos argumentales, algunos más importantes que otros para la historia general de la historieta.
Spider Jerusalem es un famoso periodista de investigación que tras recluirse en las montañas (probablemente en Nueva Inglaterra) después de la elección de "La Bestia" como presidente de los EE. UU., vuelve a La Ciudad para cumplir con un contrato de trabajo, una Nueva York decadente y futurista. Comienza allí su invectiva mediática contra el gobierno de La Bestia, trabajando para el diario The Word, cuyo editor, Mitchell Royce, conoce a Spider Jerusalem desde hace tiempo.
En su vuelta a la ciudad en el primer arco argumental ("De vuelta en las calles"), Spider se encuentra en medio de una feroz represión policial contra una tribu urbana que posteriormente se convertirá en iglesia, cuyos miembros se autodenomina transientes: seres humanos alterados con códigos genéticos aliens, que desean derechos civiles y asistencia económica. Su cobertura en vivo desde el techo de un edificio lo convierte nuevamente en una figura mediática, y adquiere mejores condiciones de vida y una asistente, Channon.
Como periodista, su vida es agitada, y comienza a tener una relevancia política muy importante. Realiza artículos de interés social cubriendo diferentes aspectos de la vida en La Ciudad, desde la religión hasta las minorías culturales, pasando por relevamientos de los medios masivos de comunicación. Channon renuncia a ser su asistente debido a la crudeza de sus opiniones sobre su novio, que decide convertirse en un "foglet" (una nube nanotecnológica con la conciencia descargada del ser humano)
En su segundo gran arco argumental, llamado "el Año del Bastardo", y que se desarrolla durante el segundo año de publicación, Spider finalmente empieza a cubrir las elecciones presidenciales entre el senador Callahan (a) "El Sonriente" y "La Bestia" (a) El presidente, con una nueva asistente: Yelena Rossini. En este arco, uno de los más importantes para el desarrollo de la historia, Spider conoce a Vita Severn, la directora de campaña de Callahan, con quien hace muy buenas migas, aunque al final de la trama es asesinada, lo cual deja muy alterado a Spider. Durante la campaña, Channon reaparece en escena, y Spider la contrata como seguridad privada.
A partir del asesinato de Severn, Spider entrará en conflicto permanente con Callahan, que resulta ser un presidente mucho más psicótico que Heller. En el medio, a Spider le diagnostican una enfermedad degenerativa cerebral, producto de una sobre exposición al i-polen (un mecanismo ilegal de transmisión de información). Esta pulseada permanente culminará con la puesta de estado de sitio a la ciudad por parte del presidente.

## Personajes
- Spider Jerusalem, el principal personaje de la serie, es un periodista gonzo extraordinario. Está inspirado en Hunter S. Thompson, y su primo espiritual "el Tío Duke" de Doonesbury. Su apariencia primaria en el cómic, barbudo y pelilargo, pareciera ser una referencia directa al prestigioso autor de cómics Alan Moore. Su apariencia secundaria y principal, calvo y tatuado, esta claramente basada en Ron Athey. Adicto a las drogas de todo tipo, es malhablado, violento y sucio, moralmente muy reprochable, pero con una fijación fuerte con la verdad, la cual es su inspiración. Spider odia su ciudad y sólo está en ella para cumplir su contrato y así poder volver a las montañas.

### Aliados
- Vita Severn: Asistente política y directora de campaña de El Sonriente, es una mujer descrita por Spider como "brillante, graciosa, ácida, comprometida, brutal y apasionada. Ella es el único ser humano que me he encontrado en la política hasta la fecha, y el hecho de que ella sea también una directora de campaña me haría reír si no fuera tal desperdicio". Vita aparece sólo en "El año del Bastardo", pero parece ser el único personaje con el que Spider realmente tiene un compromiso emocional, al punto de flirtear entre ellos.

#### Las Sucias Asistentes
De los aliados más cercanos que tiene Spider, sus dos asistentes son las más importantes y recurrentes. Son dos mujeres que entraron a su cargo en distintos momentos del cómic. Ambas son atractivas e inteligentes, y van tomando características de Spider que se van apropiando.
- Yelena Rossini es la segunda asistente de Spider, y probablemente la más importante. Aparece durante el arco argumental "El año del bastardo", y es bastante apática en un inicio, aunque con el tiempo va revelando una personalidad muy parecida a la de Spider. En ese mismo tomo tiene relaciones sexuales con él, algo de lo que se arrepiente y niega. Su aspecto es el de una persona baja, incluso más que Spider, delgada, con un busto intermedio y facciones marcadas. Tiene el pelo negro y abultado, similar al de Morfeo de los Eternos. Es una gran fumadora (aunque empieza a fumar trabajando para Spider). Es hija del rico filántropo y activista político Oscar Rossini, que estuvo envuelto en la fallida campaña presidencial del difunto James Longmarch. Finalmente, tras irse de la ciudad con Spider, aparece con un aspecto muy similar al suyo, y aparentemente está embarazada.

- Channon Yarrow Es la primera de los asistentes de Spider. Es alta, y aparece en el segundo número como una desnudista en un club nocturno cercano al distrito Ángeles 8, donde ocurre la revuelta transiente. Luego de la revuelta, es contratada por Royce como asistente de Spider, pero se va después de que su novio Ziang la deje para descargar su conciencia en una nube de nanotecnología. Durante "El año del Bastardo" vuelve como guardaespaldas de Spider, luego de haber fracasado como monja de la iglesia Transiente. Channon es alta y atractiva, con el pelo rubio y muy fuerte físicamente.

#### Editores
- Mitchell Royce es el redactor jefe del diario The Word, y por tanto su jefe. Uno de los temas principales de la historieta es la relación antagónica entre Spider y Royce. Aunque los dos comparten una disputa constante que es casi una caricatura del periodismo moderno, los dos se tienen un mutuo aprecio profesional e incluso afectivo, y Royce salva la vida y la reputación de Spider varias veces durante la serie (muy notorio durante Año Cinco, arco en el cual ayuda a Spider con elementos claves para reconstruir su pelea contra Gary "El Sonriente" Callahan). En el número #32, Spider menciona a Royce en una entrevista, describiéndolo como "un buen hombre"; una notoria buena calificación para sus estándares. Cuando deja The Word, también le dice a Royce que él "lo hizo todo bien" gracias a él.

Royce es un fumador crónico, generalmente visto con un paquete entero de cigarrillos en la boca - típicamente como una respuesta a los pedidos de Spider o a la tardanza de su columna, además de su clásica frase "¡dónde está mi puta columna!", frase que varía de intensidad y tonalidad. Esta frase está tan presente en el contexto de sus interacciones que ocasionalmente Spider nota cuando esta falla. Siempre menciona que en al menos dos ocasiones en las que asistió a fiestas con Spider, contrajo alguna enfermedad (de lo cual, por supuesto, le echa la culpa). Está divorciado, y clama en un momento que por lo menos una de sus previas esposas es una prostituta. La relación entre Spider y Royce es buena, más allá del lenguaje verbal agresivo que resulta ser más un código de confianza compartido que una real agresión.
- Lau Qi, una joven chino-norteamericana cofundadora de The Hole, un feedsite (un website/comunidad virtual de noticias e información futurista) que permite leer información cruda en una página parecida a un formato .txt, del cual además se puede bajar y compartir otra información. Qi más adelante admite que ellos sólo pusieron the Hole en línea para distribuir pornografía, y que las noticias eran más bien un complemento. Spider va con Qi y su novio y colega John Nkrumah cuando es forzado a dejar The Word después de que los directivos, presionados por El Sonriente, lo despidan; independientemente de que Qi sea increíblemente apolítica. Durante los arcos argumentales la Cura/Ley Marcial Spider la fuerza a acompañarlo mientras él y sus compañeros tratan de evadir la Guardia Nacional. La última vez que se la ve es acompañando a Oscar Rossini y poniendo cámaras para registrar su inminente arresto; es probable que ella haya sido arrestada (y finalmente amnistiada) junto con él.

### Antagonistas
- "La Bestia": Primer presidente de los EE. UU. al cual se enfrenta Spider. Es un hombre violento y de carácter fascista, inescrupuloso, que adopta políticas de supervivencia elementales y cuya moral está basada en la noción de vivir un día más. Es un hombre sediento de poder al cual realmente no le interesa hacer su trabajo, y por tanto destina su gobierno a una política de supervivencia precaria en la cual la mayoría de la población pueda sobrevivir. Es conocido por perseguir y castigar a sus adversarios, así como a los distritos que no lo votaron.
- Gary "El Sonriente" Callahan: Originalmente apoyado por Spider para reemplazar a La Bestia, Callahan demuestra ser un sujeto mucho menos estable psíquicamente. Es muy inteligente e igualmente perverso. Es extremadamente peligroso. Su apodo lo recibe por su sonrisa permanente, estática y su parecido con un sicótico. Rápidamente se convierte en el principal antagonista de la serie.
- Bob Heller: Senador fascista que hace crecer sus asesores políticos en granjas de clones, aliado histórico de La Bestia, se pone a favor de Gary Callahan a cambio de darle un vicepresidente. Su carrera política está basada enteramente en el odio y en la explotación del prejuicio como motor de votos.

## Trayectoria editorial
Originariamente, la serie formaba parte de los cómics publicados por Helix (sello perteneciente a DC Comics), pero al final de su primer año de andadura DC decidió cancelarlo junto a todas las demás series del sello, y sobreviviendo tan sólo Transmetropolitan, que sería trasladada a Vertigo.
La serie mensual comenzó en 1997 y concluyó en 2002, contando con 60 números de entrega mensual, y siendo reimpresa en diez volúmenes recopilatorios. Además, contó con dos números especiales, I Hate It Here y Filth of the City, con textos escritos por el personaje de Spider Jerusalem e ilustrados por una amplia gama de artistas del mundo del cómic. Ambos especiales fueron incluidos dentro de los volúmenes recopilatorios.